# Anthí Vasilantonáki
Anthí Vasilantonáki (grec moderne : Ανθή Βασιλαντωνάκη) est une joueuse grecque de volley-ball née le 9 avril 1996 à Athènes. Elle mesure 1,96 m et joue au poste d'attaquante. 

## Clubs
| Club                        | De        | À         |
| --------------------------- | --------- | --------- |
| Enosi Vyrona                | 2008-2009 | 2011-2012 |
| Panathinaikos Athènes       | 2012-2013 | 2013-2014 |
| Imoco Volley Conegliano     | 2014-2015 | 2015-2016 |
| Futura Volley Busto Arsizio | 2016-2017 | 2016-2017 |
| AGIL Volley                 | 2017-2018 | 2017-2018 |
| Pallavolo Filottrano        | 2018-2019 | 2018-2019 |
| Galatasaray İstanbul        | 2019-2020 | 2019-2020 |
| Aydın BBSK                  | 2020-2021 | …         |

## Palmarès

### Clubs
- Championnat d'Italie
  - Vainqueur : 2016.
  - Finaliste : 2018.
- Coupe d'Italie
  - Vainqueur : 2018.
- Supercoupe d'Italie
  - Vainqueur : 2017.
- Coupe de la CEV
  - Finaliste : 2017.

### Distinctions individuelles
- Championnat d'Europe féminin de volley-ball des moins de 18 ans 2013: Meilleure marqueuse.
- Championnat d'Europe féminin de volley-ball des moins de 19 ans 2014: Meilleure marqueuse[5].